# Circonscriptions britanniques aux élections européennes

Circonscriptions européennes du Parlement du Royaume-Uni (2004-2020).

(Cet article traite uniquement des circonscriptions britannique aux élections européennes.)
Ceci est un tableau des circonscriptions du Parlement européen au Royaume-Uni, en énumérant le nombre de membres du Parlement européen élus chacun à chaque élection parlementaire européenne.

## Tableau
| Election | Circonscriptions                                                                       | Circonscriptions                                                                       | Circonscriptions                                                                       | Circonscriptions                                                                       | Circonscriptions                                                                       | Circonscriptions                                                                       | Circonscriptions                                                                       | Circonscriptions                                                                       | Circonscriptions                                                                       | Circonscriptions                                                      | Circonscriptions                                                       | Circonscriptions              | Total siège |
| -------- | -------------------------------------------------------------------------------------- | -------------------------------------------------------------------------------------- | -------------------------------------------------------------------------------------- | -------------------------------------------------------------------------------------- | -------------------------------------------------------------------------------------- | -------------------------------------------------------------------------------------- | -------------------------------------------------------------------------------------- | -------------------------------------------------------------------------------------- | -------------------------------------------------------------------------------------- | --------------------------------------------------------------------- | ---------------------------------------------------------------------- | ----------------------------- | ----------- |
| (1973)   | (MEPs nommé par le Parlement)                                                          | (MEPs nommé par le Parlement)                                                          | (MEPs nommé par le Parlement)                                                          | (MEPs nommé par le Parlement)                                                          | (MEPs nommé par le Parlement)                                                          | (MEPs nommé par le Parlement)                                                          | (MEPs nommé par le Parlement)                                                          | (MEPs nommé par le Parlement)                                                          | (MEPs nommé par le Parlement)                                                          | (MEPs nommé par le Parlement)                                         | (MEPs nommé par le Parlement)                                          | (MEPs nommé par le Parlement) | 36          |
|          | MEPs anglais élus dans des circonscriptions à scrutin uninominal majoritaire à un tour | MEPs anglais élus dans des circonscriptions à scrutin uninominal majoritaire à un tour | MEPs anglais élus dans des circonscriptions à scrutin uninominal majoritaire à un tour | MEPs anglais élus dans des circonscriptions à scrutin uninominal majoritaire à un tour | MEPs anglais élus dans des circonscriptions à scrutin uninominal majoritaire à un tour | MEPs anglais élus dans des circonscriptions à scrutin uninominal majoritaire à un tour | MEPs anglais élus dans des circonscriptions à scrutin uninominal majoritaire à un tour | MEPs anglais élus dans des circonscriptions à scrutin uninominal majoritaire à un tour | MEPs anglais élus dans des circonscriptions à scrutin uninominal majoritaire à un tour | Circonscriptions galloises à scrutin uninominal majoritaire à un tour | Circonscriptions écossaises à scrutin uninominal majoritaire à un tour | Irlande du Nord               |             |
| 1979     | 66                                                                                     | 66                                                                                     | 66                                                                                     | 66                                                                                     | 66                                                                                     | 66                                                                                     | 66                                                                                     | 66                                                                                     | 66                                                                                     | 4                                                                     | 8                                                                      | 3                             | 81          |
| 1984     | 66                                                                                     | 66                                                                                     | 66                                                                                     | 66                                                                                     | 66                                                                                     | 66                                                                                     | 66                                                                                     | 66                                                                                     | 66                                                                                     | 4                                                                     | 8                                                                      | 3                             | 81          |
| 1989     | 66                                                                                     | 66                                                                                     | 66                                                                                     | 66                                                                                     | 66                                                                                     | 66                                                                                     | 66                                                                                     | 66                                                                                     | 66                                                                                     | 4                                                                     | 8                                                                      | 3                             | 81          |
| 1994     | 71                                                                                     | 71                                                                                     | 71                                                                                     | 71                                                                                     | 71                                                                                     | 71                                                                                     | 71                                                                                     | 71                                                                                     | 71                                                                                     | 5                                                                     | 8                                                                      | 3                             | 87          |
|          | Londres                                                                                | Angleterre du Sud-Ouest                                                                | Angleterre du Sud-Est                                                                  | Angleterre de l'Est                                                                    | West Midlands                                                                          | East Midlands                                                                          | Angleterre du Nord-Ouest                                                               | Angleterre du Nord-Est                                                                 | Yorkshire and the Humber                                                               | Pays de Galles                                                        | Écosse                                                                 | Irlande du Nord               |             |
| 1999     | 10                                                                                     | 7                                                                                      | 11                                                                                     | 8                                                                                      | 8                                                                                      | 6                                                                                      | 10                                                                                     | 4                                                                                      | 7                                                                                      | 5                                                                     | 8                                                                      | 3                             | 87          |
| 2004     | 9                                                                                      | 7                                                                                      | 11                                                                                     | 8                                                                                      | 7                                                                                      | 6                                                                                      | 9                                                                                      | 3                                                                                      | 6                                                                                      | 4                                                                     | 7                                                                      | 3                             | 78          |
| 2009     | 8                                                                                      | 6                                                                                      | 10                                                                                     | 7                                                                                      | 6                                                                                      | 5                                                                                      | 8                                                                                      | 3                                                                                      | 6                                                                                      | 4                                                                     | 6                                                                      | 3                             | 72          |
| 2014     | 8                                                                                      | 6                                                                                      | 10                                                                                     | 7                                                                                      | 7                                                                                      | 5                                                                                      | 8                                                                                      | 3                                                                                      | 6                                                                                      | 4                                                                     | 6                                                                      | 3                             | 73          |